# Leopold I. Bádenský
Leopold I. Bádenský, německy Leopold von Baden (29. srpna 1790, Karlsruhe, Německo – 24. dubna 1852, tamtéž) byl bádenský velkovévoda od roku 1830 do své smrti.

## Biografie

### Původ, mládí
Leopold se narodil jako nejstarší syn bádenského velkovévody Karla Fridricha z jeho druhého, morganatického manželství s Luisou Karolinou Geyer von Geyersberg. Ta získala pro sebe a svých pět dětí (čtyři synové a dcera) baronský titul a titul hrabat z Hochbergu. Karel Fridrich měl i tři syny z prvního rovnorodého manželství s Karolínou Luisou Hesensko-Darmstadtskou a nikdo nečekal, že by tato linie byla přerušena a že morganatičtí potomci by mohli usednout na trůn.

### Následnictví trůnu
Z tohoto důvodu, totiž že neměl v Bádensku žádné perspektivy, rozhodl se Leopold von Hochberg pro kariéru v armádě. V roce 1809 započal studia národohospodářství v Heidelbergu, procestoval Evropu a posléze se jako čtyřiadvacetiletý zapojil do války proti Francii, kde dosáhl hodnosti generálmajora.
Avšak v roce 1817 již bylo zjevné, že mužská linie vládnoucí bádenské dynastie, pokračující v potomcích první manželky Karla Fridricha, vymírá po meči. Jeden za druhým synové bádenského panovnického domu umírali, aniž by zůstavili zákonitých synů a dědiců. K roku 1818 zůstali pouze dva – Leopoldův synovec, vládnoucí Karel Ludvík Fridrich a jeho nevlastní bratr Ludvík, kteří neměli žádné mužské potomky a možné následníky trůnu. Dynastie tak stála před vážným problémem následnictví. Kromě toho existovala smlouva o následnictví bádenského trůnu Wittelsbachy v případě přerušení mužské linie Zähringenů: bavorský král Маxmilián I. Josef byl ženat s Karolinou, starší sestrou velkovévody Karla a měl práva k Bádensku. Aby zachránil dynastii před zánikem, vydal velkovévoda Karel roku 1817 dynastický zákon, jenž učinil z jeho morganatických příbuzných von Hochberg prince a princezny bádenské s plnými právy členů dynastie.
V roce 1830 po smrti svého nevlastního bratra velkovévody Ludvíka I. převzal Leopold, jako čtvrtý bádenský velkovévoda vládu v zemi. Na počátku svého panování vyvolal u obyvatel vysoká očekávání v politické změny, neboť sestavil nový vládní kabinet s pokrokově smýšlejícími členy a na Vánoce roku 1831 vydal nový tiskový zákon. Nemohl však čelit zpětnému tlaku. V následujících letech se kromě jiného stal terčem útoků v aféře Kašpara Hausera. Nespokojenost obyvatel rostla, až vyvrcholila výbuchem revoluce v roce 1848/1849. Panovnická rodina byla vyhnána z Karlsruhe, 13. května uprchla do exilu za hranice do Koblenze. 18. srpna roku 1849 se Leopold vrátil do Karlsruhe s pruským vojskem pod velením pruského prince Viléma a akceptoval bez námitek, že Prusové, kteří byli zodpovědní za celkem 27 rozsudků smrti vynesených nad revolucionáři, převzali kontrolu nad zemí.

### Poslední léta
Velkovévoda Leopold trpěl již od revoluce zdravotními problémy, jež ještě zesílily po návratu z exilu, což bylo příčinou toho, že 21. února roku 1852 abdikoval. Pátým bádenským velkovévodou se stal jeho nejstarší syn Ludvík II. Vzhledem k jeho duševní chorobě se však vlády ujal druhý Leopoldův syn Fridrich, který se stal velkovévodou v roce 1856.
Leopold I. Bádenský zemřel ve věku 62 let 24. dubna roku 1852, pouhé dva měsíce po své abdikaci.
Jeho památku připomínají v Baden-Badenu ulice a hlavní náměstí, které nesou jeho jméno.

### Manželství, potomci

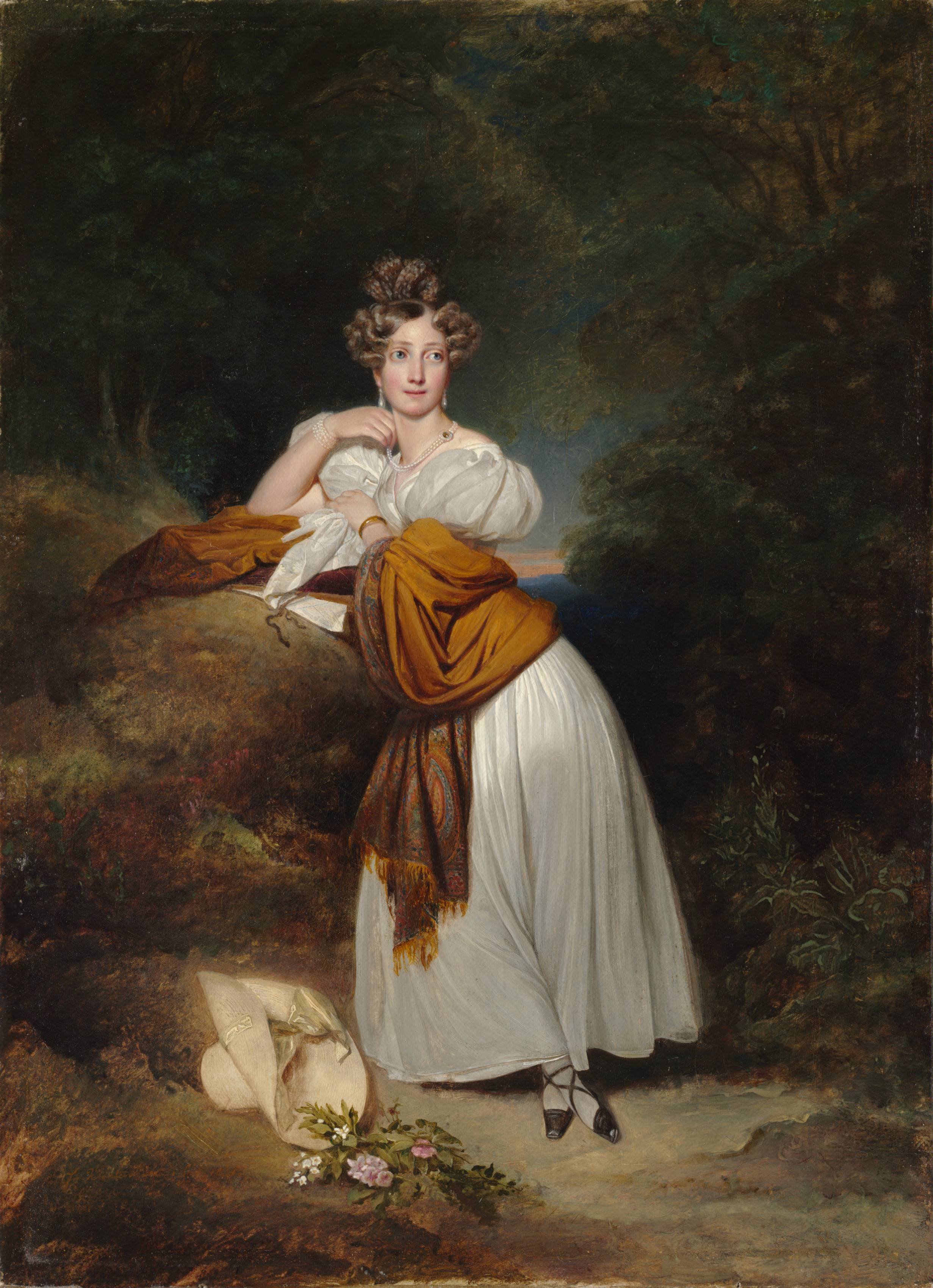
Žofie Vilemína Švédská, portrét F. X. Winterhaltera z roku 1831

Za účelem „vylepšit“ Leopoldův status budoucího bádenského panovníka rozhodl velkovévoda Ludvík oženit tohoto svého nevlastního bratra se švédskou princeznou Sofií Vilemínou von Holstein-Gottorp, z tehdy již svržené dynastie Vasa, dcerou sesazeného švédského krále Gustava IV. Adolfa a sestry velkovévody Karla Frederiky (jako taková byla pravnučkou Leopoldova otce). K zásnubám došlo roku 1815 a svatba se uskutečnila 25. července roku 1819 v Karlsruhe. Přesto, že sňatek byl uzavřen na základě politických důvodů, vedl v prvních letech manželství bádenský následnický pár harmonický život. Do nástupu Leopolda na bádenský trůn v roce 1830 přišli na svět dcera a čtyři synové, poté ještě další tři děti:
- 1. Alexandrina (6. 12. 1820 Karlsruhe – 20. 12. 1904 Coburg)
  - ⚭ 1842 Arnošt II. Sasko-Kobursko-Gothajský (21. 6. 1818 Coburg – 22. 8. 1893 Gotha), vévoda sasko-kobursko-gothajský od roku 1844 až do své smrti
- 2. Ludvík (26. 10. 1822 Karlsruhe – 16. 11. 1822 tamtéž)
- 3. Ludvík II. (15. 8. 1824 Karlsruhe – 22. 1. 1858 tamtéž), velkovévoda bádenský od roku 1852 až do své smrti, fakticky však kvůli duševní chorobě nevládl, byl zastupován mladším bratrem Fridrichem, svobodný a bezdětný
- 4. Fridrich I. (9. 9. 1826 Karlsruhe – 28. 9. 1907 Mainau), velkovévoda bádenský jako regent v letech 1852–1856, poté vládl sám až do své smrti
  - ⚭ 1856 Luisa Pruská (3. 12. 1838 Berlín – 23. 4. 1923 Baden-Baden)
- 5. Vilém (18. 12. 1829 Karlsruhe – 27. 4. 1897 tamtéž), pruský generál
  - ⚭ 1863 Marie Maxmilianovna z Leuchtenbergu (16. 10. 1841 Petrohrad – 16. 2. 1914 tamtéž)
- 6. Karel (9. 3. 1832 Karlsruhe – 3. 12. 1906 tamtéž)
  - ⚭ 1871 svobodná paní Rosalie Luisa von Beust (1. 6. 1845 Karlsruhe – 15. 10. 1908 tamtéž), morganatické manželství
- 7. Marie (20. 11. 1834 Karlsruhe – 21. 11. 1899 Amorbach)
  - ⚭ 1858 Arnošt Leopold Leiningenský (9. 11. 1830 Amorbach – 5. 4. 1904 tamtéž), 4. kníže leiningenský
- 8. Cecilie (20. 9. 1839 Karlsruhe – 12. 4. 1891 Charkov), po sňatku přijala pravoslaví a ruské jméno Olga Fjodorovna
  - ⚭ 1857 velkokníže Michail Nikolajevič Ruský (25. 10. 1832 Petrodvorec – 18. 12. 1902 Cannes)